# Hermandad de los Dolores (Córdoba)
La  Real, Venerable e Ilustre Hermandad Servita de Nuestra Señora de los Dolores Coronada y del Santísimo Cristo de la Clemencia, es una Hermandad de culto católico de la ciudad de Córdoba. Tiene su sede canónica en el Santuario de Nuestra Señora de los Dolores, antigua Iglesia-Hospital de San Jacinto, y realiza su Estación de Penitencia  en la tarde-noche del Viernes Santo.

## Historia
En el año 1699 se funda la Congregación de Nuestra Señora de los Dolores, como Tercera Orden Servita, aprobándose por el obispo de Córdoba el 26 de marzo de 1707. Un lustro más tarde muestra síntomas de crisis. La revitalización vendrá de la mano una hermandad rosariana en el hospital de San Jacinto en el año 1717, la cual establece su procesión el Domingo de Ramos.
En 1717 se encarga a Juan Prieto una imagen, la cual no llega a convencer a los cofrades, por lo que en 1719 se bendice la actual imagen de Nuestra Señora de los Dolores. En el año 1727 se produce la separación entre la hermandad rosariana y la congregación de Nuestra Señora de los Dolores, quedando la segunda en estado de postración hasta su reorganización en 1746.

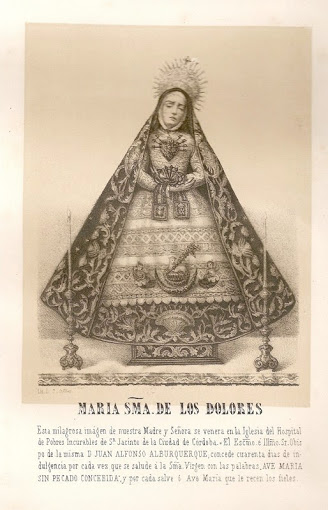
Grabado de Nuestra Señora de los Dolores

Los primeros años del siglo XIX trajeron la suspensión de la salida de la hermandad por la escasez de recursos. Cuando se celebró la primera Procesión Oficial del Santo Entierro en 1849 se designó a la imagen de la Virgen de los Dolores para representar la Soledad de Nuestra Señora, debido a la fuerte devoción que presentaba esta imagen.
La imagen del Santísimo Cristo de la Clemencia llegó a la hermandad fruto de una donación en el año 1939, comenzando a procesionar diez años más tarde.
Fecha destacable fue el domingo 9 de mayo de 1965, día de la Coronación Canónica de la Virgen. Precedida por un triduo en la Catedral, se celebró la ceremonia de la coronación el en la avenida Conde de Vallellano. La misa fue presidida por el cardenal Bueno Monreal, arzobispo de Sevilla, los obispos de Córdoba monseñor Fernández Conde y de Jaén Monseñor Romero Menjíbar y el auxiliar de la archidiócesis de Sevilla monseñor Cirarda Lachiondo.
La incorporación de hermanos costaleros tuvo lugar en el paso del Cristo en el año 1981 y el de la Virgen en el año 1983.
La imagen de la Virgen ha participado en numerosas procesiones extraordinarias, entre ellas la del año 2019 con motivo del Año Jubilar del Sagrado Corazón y el tercer centenario de su hechura.

## Imágenes Titulares
- Santísimo Cristo de la Clemencia

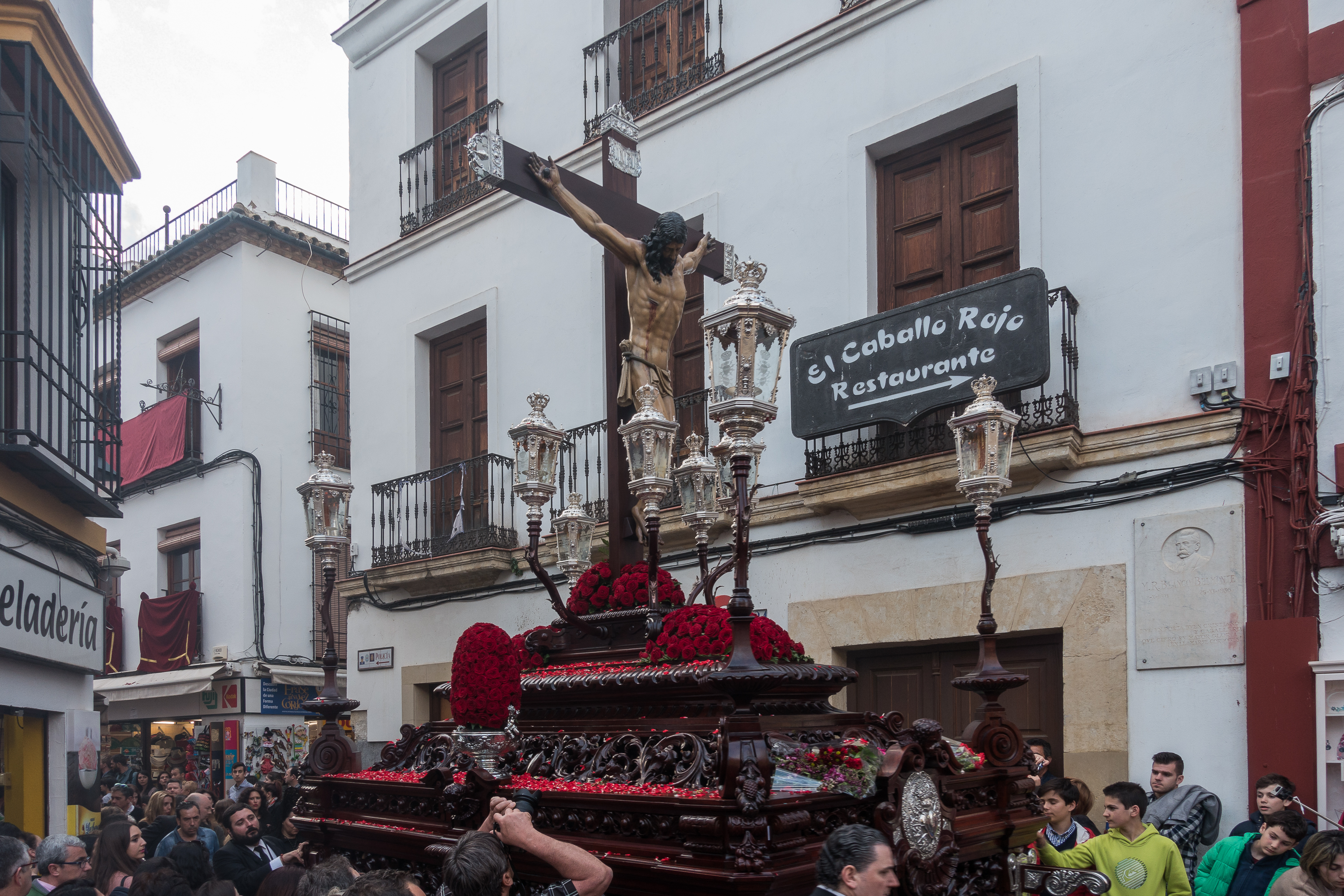
Santísimo Cristo de la Clemencia

Es obra del escultor valenciano Amadeo Ruiz Olmos en 1938. Fue restaurado en el año 1984, por el imaginero cordobés Miguel Arjona Navarro. Representa a Cristo muerto en la cruz.
- Nuestra Señora de los Dolores Coronada

Dolorosa de candelero para vestir, realizada por el imaginero cordobés Juan Prieto en 1719. La gran devoción que produce la imagen entre los cordobeses, provoca que, todos los viernes del año sean cientas las personas que se acercan hasta la sede canónica de la Hermandad para visitarla, en especial el Viernes de Dolores. La talla es conocida popularmente como la Señora de Córdoba.

## Música
- Primer paso. Banda de Cornetas y Tabores Coronación de Espinas (Córdoba)
- Segundo paso. Banda Sinfónica Municipal (Dos Torres, Córdoba)

### Patrimonio Musical

#### Para Agrupación Musical
- ”Al Cristo de los Faroles”. Francisco Javier González Ríos, 1997.
- “Siete Dolores”. Nicolás Barbero Rivas, 2007.
- “Clemencia Señor”. Cristóbal López Gándara, 2010.
- “Regina Mater Dolorosa”. Jesús Lora Vaquero, 2015.

#### Para Banda de Música
- ”Virgen de los Dolores”. Francisco Melguizo Fernandez, 1970.
- ”Virgen de los Dolores”. Enrique Baez Centella, 1989.
- ”Cristo de la Clemencia”. Enrique Baez Centella, 1990.
- ”Los Dolores”. José de la Vega, 2007.
- ”Reina de los Servitas”. Juan Antonio Pedrosa, 2008.
- ”Madre de Dolores y Angustias”. Cristóbal López Gándara, 2015.[4]

## Paso por la Carrera Oficial
| Predecesor: El Descendimiento | Orden de entrada en la carrera oficial (Viernes Santo) Quinto lugar | Sucesor: El Santo Sepulcro |